# Anthony Nesty Sporthal
De Anthony Nesty Sporthal (ANS) of Stichting Beheer en Exploitatie Nationaal Indoor Stadion (NIS) beheert en exploiteert het Nationaal Indoor Stadion in Paramaribo, Suriname, op een non-profit basis. In dit stadion worden naast wedstrijden en Play Offs van zaalsporten jaarlijks ook grote Surinaamse en buitenlandse shows, evenementen en concerten gehouden.
ANS is vernoemd naar de Surinaamse zwemmer Anthony Nesty die op de Olympische Spelen van 1988 in Seoel de gouden medaille behaalde op het onderdeel vlinderslag. Nesty was de eerste Surinamer die een medaille behaalde.

## Sporten
Er worden in dit stadion grotendeels zaalsporten beoefend, waaronder basketbal-, zaalvoetbal- en volleybal wedstrijden.  Het Nationaal Indoor Stadion  is een multifunctionele hal en worden er in dit stadion naast sportbeoefening ook muziekconcerten en sociaal-culturele activiteiten gehouden.

## Concerten en evenementen
De Anthony Nesty Sporthal is een belangrijke locatie in Suriname voor entertainmentshows en concerten, waaronder het muziekfestival SuriPop. Tijdens een show met bekende comedians uit Nederland in december 2019 konden 4.500 toeschouwers plaatsnemen in de hal.